# Tony Meola
Antonio Michael "Tony" Meola (ur. 1 lutego 1969 w Belleville, w stanie New Jersey) – bramkarz grający w reprezentacji Stanów Zjednoczonych podczas Mistrzostw Świata w piłce nożnej 1990 i w 1994 roku.

## Szkoła średnia
Meola grał w piłkę nożną dla Kearny High School w Kearny (New Jersey). Pasję piłkarską wpoił mu jego ojciec Vincent, który przed emigracją do Stanów był zawodnikiem włoskiego U.S. Avellino. Młody gracz w swojej szkolnej karierze zdobył 42 gole.
Tony brylował nie tylko na boisku piłkarskim. Był kapitanem szkolnej drużyny baseballowej i został uznany najlepszym zawodnikiem stanu w 1987 roku. Zwrócili na niego uwagę także wysłannicy New York Yankees.

## College
Meola zaczął uczęszczać do University of Virginia dzięki piłkarsko/baseballowemu stypendium. Jego trenerem był wówczas Bruce Arena. Młody bramkarz już wtedy zaczął wyrabiać sobie nazwisko. W październiku 1987 został powołany do reprezentacji USA U-20 na Mistrzostwa Świata juniorów. Został ponadto dwukrotnie wybrany najlepszym bramkarzem amerykańskich college'ów. Dwa lata później otrzymał Trofeum Hermanna i MAC Award. 15 grudnia 1989 poinformował, że opuszcza Uniwersytet, aby kontynuować karierę w piłkarskiej drużynie narodowej

## Anglia
Meola podpisał kontrakt z U.S. Soccer Federation przed mundialem we Włoszech. Po jego zakończeniu natomiast udał się na wypożyczenie do angielskiego Brighton & Hove Albion, gdzie rozegrał jedenaście spotkań, z czego jedynie dwa w lidze. 14 września 1990 roku Meola przeniósł się do Watfordu. Nie mógł jednak odnowić pozwolenia na pracę w Wielkiej Brytanii, przez co został zmuszony do powrotu do Stanów.

## Powrót do USA
W 1991 roku Meola bronił bramki Fort Lauerdale Strikers na zmianę z Arniem Mausserem. 14 grudnia 1994 podpisał umowę z Buffalo Blizzard, które występowało w lidze halowej. 31 stycznia 1995 ogłosił, że będzie w głównej roli występował w komedii Tony n' Tina's Wedding. Przed dołączeniem do obsady filmu zdążył jeszcze wystąpić w pięciu meczach Blizzard.
Luty 1995 roku przyniósł transfer Meoli do Long Island Rough Riders, z którym triumfował w rozgrywkach United Soccer Leagues.

## Major League Soccer
Po utworzeniu Major League Soccer Meola został przydzielony do - znanego dziś jako New York Red Bulls - MetroStars, którego barw bronił od 1996 do 1998 roku. Przed rozpoczęciem swego pierwszego sezonu gry dla MetroStars, Tony przez trzy tygodnie trenował z włoską Parmą. Ustanowił ponadto nowy rekord ligi, zachowując czyste konto w dziewięciu spotkaniach. Nagroda najlepszego golkipera MLS powędrowała jednak do Marka Dodda.
Meola opuścił MetroStars w 1999 na rzecz Kansas City Wizards, ale stracił prawie cały sezon z powodu kontuzji. Sezon 2000 był jednak dla niego wspaniały. Został wybrany bramkarzem roku i najbardziej wartościowym graczem ligi, doprowadzając Kansas do mistrzostwa. Nie puścił przy tym bramki w 16 meczach, co było kolejnym rekordem.
Tony kontynuował grę dla Wizards w sezonie 2004, lecz zmuszony został do leczenia kolejnej kontuzji. Bo Oshoniyi przejął jego pozycję w bramcę, a samemu Meoli w Kansas podziękowano. W czerwcu 2005 wrócił do MetroStars. Został również wybrany do jedenastki wszech czasów MLS. Po sezonie 2006 klub zrezygnował z jego usług. 14 sierpnia 2007 Meola podpisał kontrakt z New Jersey Ironmen, grającym na hali.
W ostatnich latach gry Meoli w MLS, kibice nadali mu pseudonim Fat Tony ("Gruby Tony") m.in. z powodu jego nawyków żywieniowych.

## Kariera reprezentacyjna
Meola zadebiutował w reprezentacji 10 czerwca 1988 przeciwko Ekwadorowi. Drugi występ zaliczył rok później, przeciwko Peru w Marlboro Cup, który jego drużyna wygrała. Po imprezie, na której Amerykanie świętowali sukces, Meola wrócił do hotelu, w którym się wcześniej zatrzymali, zostawił puchar w recepcji i odjechał do domu. "Tydzień później Doug Newman zadzwonił do mnie z pytaniem, gdzie jest puchar. Powiedziałem mu, że zostawiłem go dla niego w hotelu... Jestem pewny, że go odzyskali."
Reprezentacja pojechała potem na zgrupowanie do Włoch, gdzie rozegrała serię meczów z drużynami Serie A. Wówczas pierwszym bramkarzem był David Vanole, jednak Meola szybko przejął jego obowiązki po tym, jak Vanole walczył o kontrakt z federacją i nie mógł sobie poradzić z problemami wagowymi. Trener Bob Gansler chciał wystawić Meolę do pierwszego składu na mecz z Romą, ale ten odniósł dziwną kontuzję na treningu, gdy został uderzony piłką w głowę. Na jego pozycji zagrał więc słabo dysponowany tego dnia Vanole, którego Włosi pokonali trzykrotnie. Po tym meczu Gansler zdecydował, że pierwszym bramkarzem reprezentacji w pozostałych meczach kwalifikacji do Mistrzostw Świata we Włoszech będzie właśnie Meola. Podczas samego turnieju we Włoszech zagrał w każdym spotkaniu swego zespołu od początku do końca.
Miejsca w bramce nie oddał aż do mundialu w 1994. Dzięki tym rozgrywkom stał się rozpoznawalną postacią w całych Stanach. Po przegranej w drugiej rundzie z Brazylią i odpadnięciu Amerykanów, Meola poinformował swojego trenera Borę Milutinovicia o kontynuowaniu swojej kariery ... w baseballu jako kopacz. Serbski szkoleniowiec nigdy już nie powołał bramkarza do swojej kadry. O miejsce między słupkami walczyli od tamtej pory Kasey Keller i Brad Friedel. Meola wrócił jednak do zespołu narodowego w styczniu 1999 i był nadal powoływany, aż do 2006 roku, gdy zaliczył setny występ w reprezentacji. Podczas mundialu w 2002 roku był trzecim bramkarzem za wspomnianymi Friedelem i Kellerem.

## Ciekawostki
Dziś Meola szkoli drużynę U12 Toms River Soccer Club, gdzie występuje również jego syn.